# Harry Patch
Henry John „Harry" Patch (ur. 17 czerwca 1898 we wsi Combe Down, Somerset, zm. 25 lipca 2009 w Wells, w hrabstwie Somerset) – brytyjski weteran I wojny światowej, znany również z długowieczności.

## Życiorys
Był synem murarza Williama Patcha. W 1913 roku ukończył szkołę i rozpoczął praktykę u hydraulika w Bath. W październiku 1916 został powołany do służby wojskowej w kornwalijskim pułku piechoty, w którym został pomocnikiem strzelca w baterii karabinów maszynowych Lewis. W czerwcu 1917 roku wraz ze swoją jednostką przybył do Francji. Walczył w bitwie pod Passchendaele. 22 września 1917 roku został ciężko ranny w pachwinę od wybuchu pocisku artyleryjskiego, który zabił jego trzech towarzyszy. 23 grudnia 1917 roku powrócił do Anglii. Koniec wojny zastał go na wyspie Wight, gdzie przechodził rekonwalescencję. Po powrocie do zdrowia Patch kontynuował pracę jako hydraulik w Bristolu. Kiedy wybuchła II wojna światowa nie został powołany do wojska z uwagi na wiek i stan zdrowia, ale służył w Bath jako strażak. W 1963 przeszedł na emeryturę.
W 1918 roku poślubił Adę Billington, która zmarła w 1976 roku, mieli dwóch synów (Dennisa i Roya). Był jeszcze dwukrotnie żonaty – druga żona Jean zmarła w 1984 roku, zaś trzecia, Doris, w 2007 roku.
W 2003 roku Patch wystąpił w telewizyjnym programie dokumentalnym, poświęconym I wojnie światowej. W listopadzie 2004 doszło do spotkania Patcha z Charlesem Kuentzem, ostatnim żyjącym niemieckim weteranem I wojny światowej, który także walczył pod Passchendaele. W 2007, mając 109 lat wziął udział w obchodach 90 rocznicy bitwy, w której walczył. W tym samym roku ukazała się jego autobiografia – The Last Fighting Tommy, napisana we współpracy z historykiem Richardem van Emdenem. Tym samym Patch został najstarszym żyjącym autorem książki.
18 lipca 2009 roku, po śmierci Henry'ego Allinghama, Patch przez tydzień, do swej śmierci, był najstarszym żyjącym brytyjskim weteranem I wojny światowej, a zarazem najstarszym żyjącym Europejczykiem. Po śmierci Francuza Fernanda Goux w listopadzie 2008 roku był ostatnim uczestnikiem konfliktu, który walczył w okopach, a także ostatnim żyjącym weteranem tej wojny w Europie.
Ostatnie lata życia Patch spędził w domu pomocy społecznej w Wells, Somerset, gdzie zmarł. Ceremonia pogrzebowa odbyła się w katedrze w Wells. Dzwony katedry biły 111 razy, tyle, ile lat przeżył zmarły. Ceremonia była transmitowana przez radio i telewizję. Doczesne szczątki Patcha spoczęły na cmentarzu Monkton Combe, obok jego rodziców i brata.
Za swoją służbę w czasie wojny został odznaczony Brytyjskim Medalem Wojennym i Medalem Zwycięstwa, był także Oficerem Legii Honorowej.
Po śmierci Patcha brytyjski zespół Radiohead skomponował na jego cześć utwór Harry Patch (In Memory Of).